# Dike

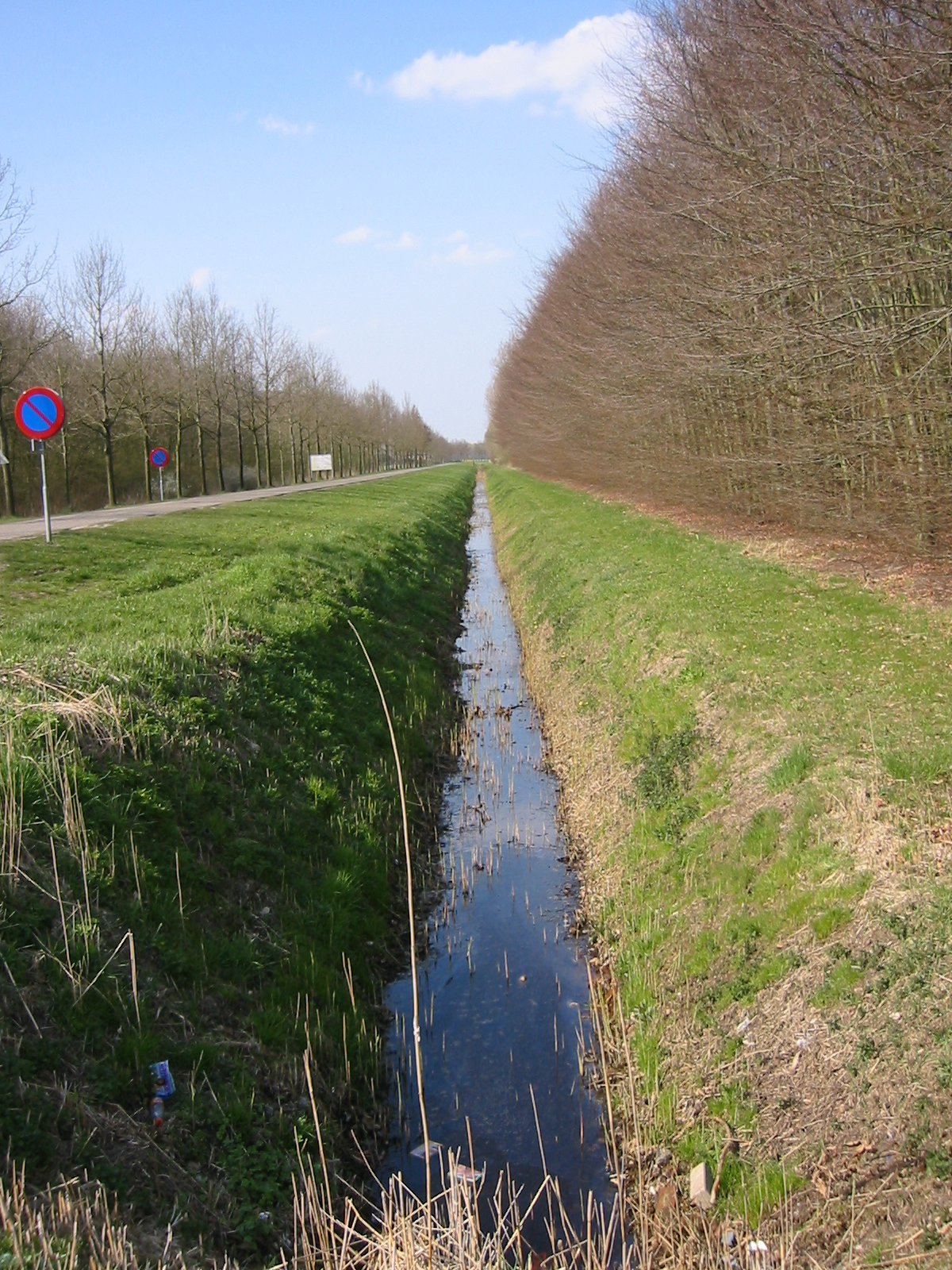
Öppet dike.

Ett dike är en mänskligt skapad anordning i marken avsedd att dränera överskottsvatten från exempelvis åkrar, skogsmark, vägar och järnvägar. Man skiljer på öppna diken och täckdiken.
Så länge det inte handlar om att avleda dagvatten, räknas nydikning juridiskt sett oftast som markavvattning.

## Täckdiken
Ett täckdike består av ett nedgrävt plaströr i vilket det finns små hål (slitsar). Överskottsvattnet sipprar in i röret via slitsarna och leds via detta till ett öppet dike eller vattendrag. Undersökningar visar att 70 % av överskottsvattnet sipprar in i täckdikesröret på undersidan. För att förhindra en igenslamning, bör täckdikena omges av ett filter. Ett igenslammat täckdike kan dock spolrensas och då återfå sin funktion.

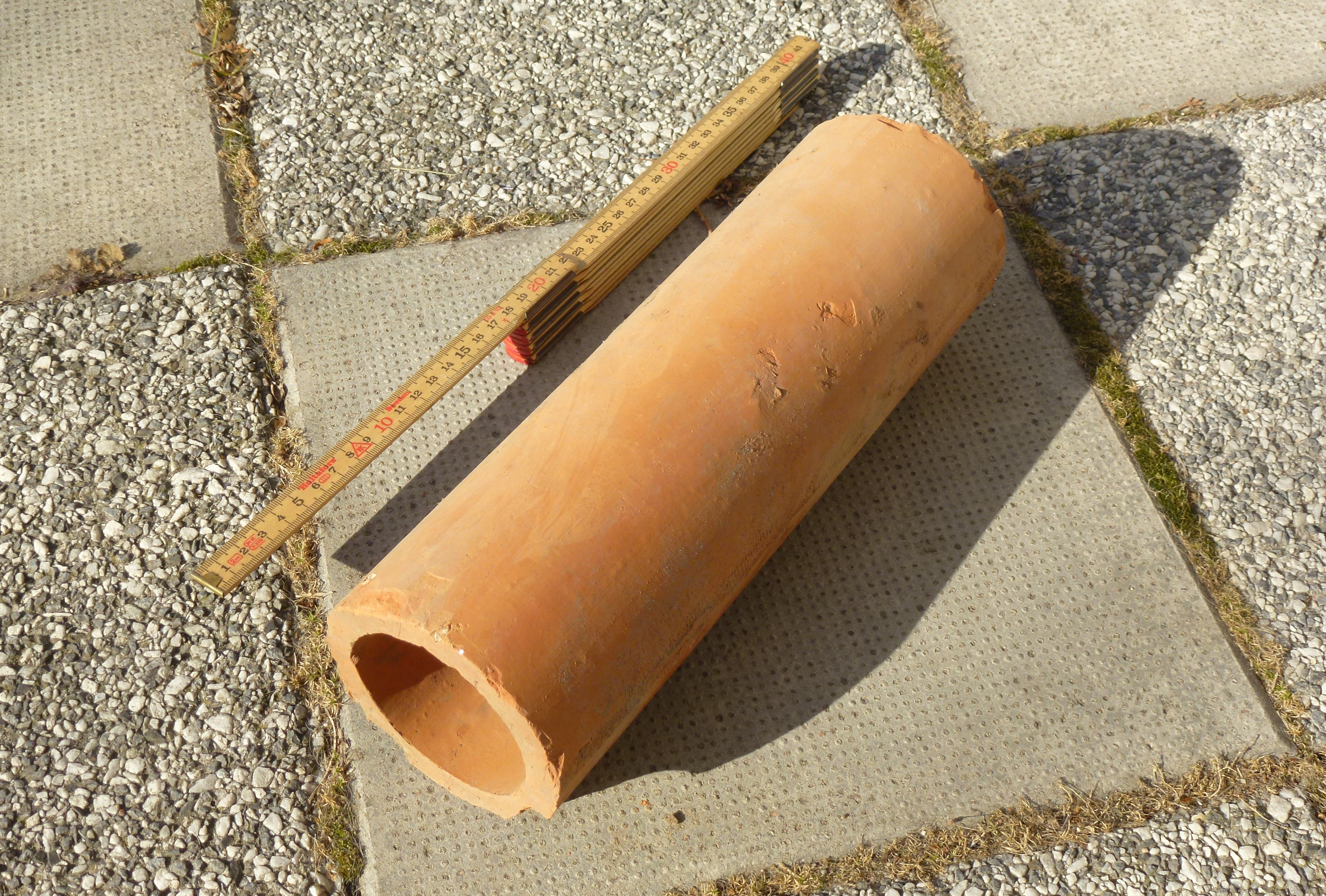
Rörtegel för dränering

Täckdiken används för att sänka grundvattennivån i till exempel åkrar, eller runt husgrunder, när det är mindre vattenmängder som behöver ledas bort i varje dike. Täckdiken mynnar ofta ut i öppna diken.
I äldre tider användes korta tegelrör lagda kant i kant. Vattnet kan då sippra in i rörskarvarna, samt även i någon mån sugas upp av det porösa teglet.
Ett stendike består av en övertäckt sträng av småsten.
Vatten kan även avledas genom risknippen, men den metoden har den nackdelen att riset med tiden ruttnar och täckdiket faller ihop. Sådana diken kan avslöjas genom svackor i marken, vilket stundom kan vara av antikvariskt och lantmäteritekniskt intresse.

## Öppna diken

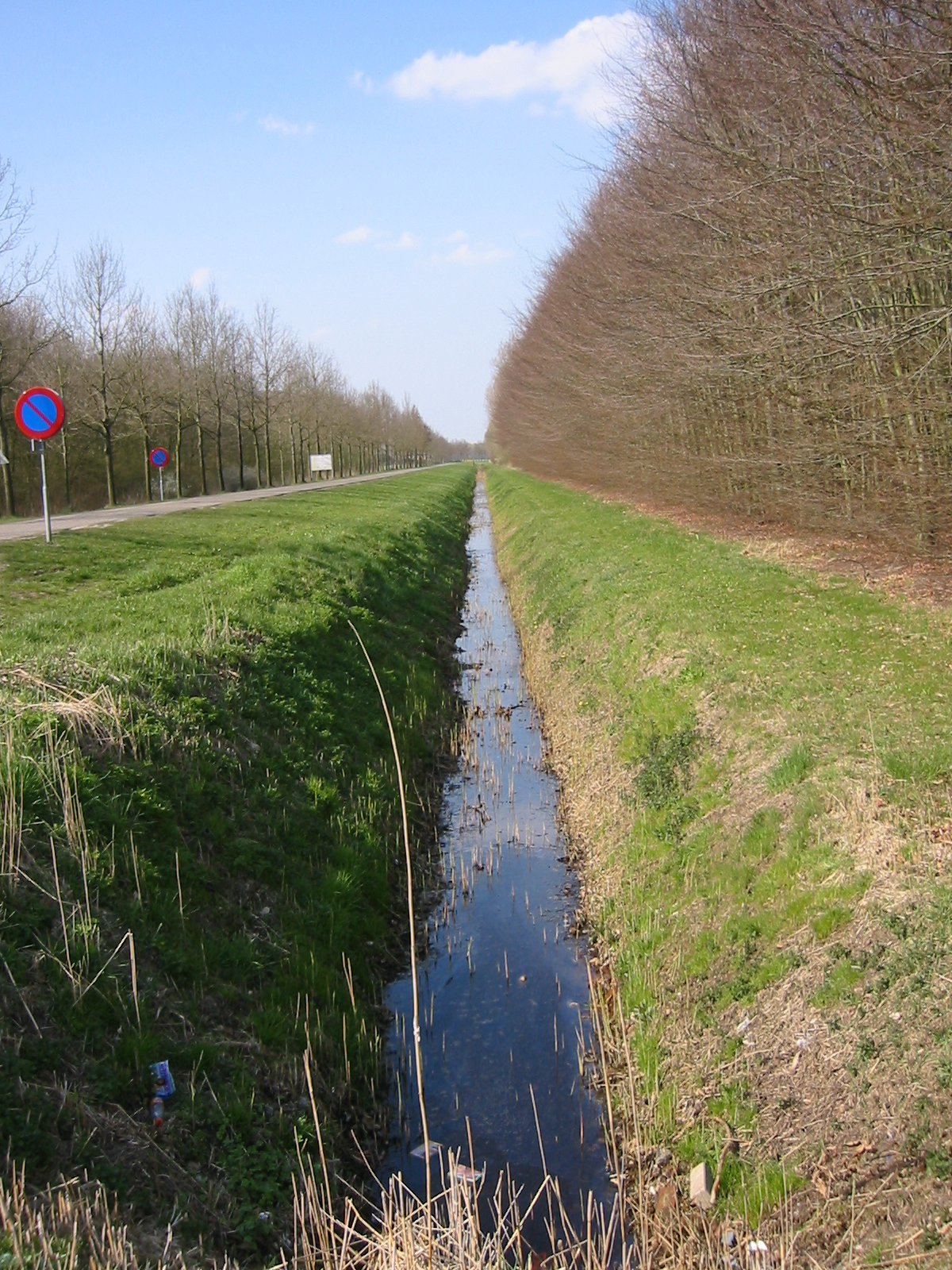
Öppet dike

Öppna diken är diken som inte täckts över, i motsats till täckdiken. De är ofta trapetsformade långsträckta anordningar, som lämpar sig väl när större mängder överskottsvatten behöver ledas bort från till exempel en åker eller en skog. Öppna diken växer igen med tiden och behöver då rensas med jämna mellanrum, för att kunna bibehålla både funktion och flödeskapacitet. Öppna diken kan upplevas som ett odlingshinder av lantbrukaren, när det ligger inne i åkern.

### Dikesprofilen
Dikesprofilen är ofta trapetsformad, för att inte dikeskanterna ska rasa ner på dikesbotten och hindra utflödet. Släntlutningen varierar beroende på markens stabilitet, men 1:3 är nog den vanligaste släntlutningen för öppna diken. Är marken mer instabil, fordras en flackare släntlutning på kanske 1:4 eller 1:5, för att inte dikeskanterna ska rasa ner i diket och dämma upp flödet.

### Återkommande rensningsbehov
Öppna diken både växer och slammar igen med tiden, var på både funktion och flödeskapacitet försämras avsevärt. Detta medför att omgivande marker lätt försumpas, med åtföljande syrgasbrist och översvämningar. För att kunna återställa både funktion och flödeskapacitet, behöver diket rensas till befintligt djup. En tumregel är att ett öppet dike bör rensas med 5-10 års mellanrum. Växer det träd och buskar längs diket, bör nerfallna grenar tas bort snarast möjligt, då de annars kan dämma upp diket med 1-2 dm eller mer. Om inte ett öppet dike har rensats på många år (ca 30-50 år eller mer), inträder ett s.k. nytt naturtillstånd, och diket får inte rensas längre.
Notera att öppna diken inte får fördjupas ("rensas lite extra") eller breddas, för då räknas det som en ny markavvattning.

### Naturvårdshänsyn
Träd som inte skuggar den omgivande jordbruksmarken, bör vara kvar av naturvårdshänsyn. Dessa träd skuggar dessutom diket, vilket kan minska igenväxningstakten och därmed även rensningsbehovet. Dock lär döda grenar och löv falla ner i diket, som därmed däms upp och följaktligen behöva rensas ofta just vid trädet. Annars försämras snabbt det öppna dikets flödeskapacitet, varpå omgivningarna riskerar att försumpas, med syrgasbrist och översvämningsrisk som följd.

### Biotopskyddat odlingshinder
Öppna diken kan upplevas som ett odlingshinder av lantbrukaren, om det ligger inne i åkern. Därför har många öppna diken rörlagts (omvandlats till täckdiken) genom åren. Öppna diken är biotopskyddade, i Sverige återfinns reglerna i kapitel 7 § 11 i miljöbalken, och får därför inte rörläggas utan särskilt tillstånd från Länsstyrelsen.

## Hydrologisk bakgrund
På många platser i världen (till exempel i Sverige) är årsnederbörden större än årsavdunstningen. Detta skapar ett årligt nederbördsöverskott  Om överskottsvattnet ligger kvar på jord- och skogsbruksmark kan det leda till stora problem, som syrgasbrist och dålig markbärighet. Mark som är för fuktig kan helt enkelt inte nyttjas på ett effektivt sätt för produktionsändamål (till exempel matproduktion och virkesproduktion). Med diken kan överskottsvattnet ofta ledas bort snabbt och effektivt.

### Åkerbruk
En väl fungerande åkermarksdränering leder till en ökad produktion med minskade insatsmedel. Bland annat får grödan ett bättre konkurrensläge gentemot ogräs. Grödan blir ofta sundare och får därigenom en bättre motståndskraft mot växtsjukdomar och skadeinsekter.
Grödans rotdjup ökar, speciellt på lerjordar, vilket ökar mängden växttillgängligt vatten i jordprofilen och grödan blir mindre torkkänslig.

### Skogsbruk
När en avverkningsmogen skog huggs ner och omvandlas till ett kalhygge, minskar transpirationen ordentligt. Detta resulterar i att grundvattenytan höjs och kalhygget riskerar att försumpas.
Den höjda grundvattenytan gör det svårt för de nya trädplantorna att klara sig, då rötterna kvävs (av syrgasbrist) och kan dessutom förgiftas av alltför höga halter av tvåvärt järn och tvåvärt mangan. Genom en skyddsdikning kan grundvattenytan åter sänkas till det normala, varpå de nya plantorna kan växa och frodas. När beståndet efter kanske 10–20 år åter har slutit sig, blir transpirationen åter lika hög som innan den gamla skogen avverkades, varpå skyddsdikena blir överflödiga och tillåts växa igen.
I naturliga sumpskogar kan träden lätt dö av syrgasbrist i rotzonen. Dessutom blir det stora problem med bärigheten, när virket ska köras (skotas) ut med en så kallade skotare. Detta resulterar då i stora, djupa och fula hjulspår. Dessa problem minimeras när sumpskogen dikas ut.

## Miljöpåverkan

### Hydrologi
Våtmarkens förmåga att hålla vatten minskar genom utdikningar, vilket leder till en förändrad hydrologi
 . Våtmarker håller kvar vatten och jämnar ut flödena under året. Grundligt utdikade våtmarker leder därför till extremt höga men korta vårfloder och mycket låga sommarflöden i vattendragen. De kraftiga svängningarna i vattenstånd resulterar ofta i kraftigt störda ekosystem i sjöar och vattendrag.

### Flora och fauna
För att kunna föda en växande befolkning, torrlades många våtmarker, som uppfattades "vattensjuka", och odlades upp (myrodling), kring 1850–1950. Under senare tid har också många sumpskogar dikats ut, för att öka skogstillväxten på dessa marker. Detta har lett till att flera våtmarksberoende organismer har trängts tillbaka eller till och med utrotats. Detta gäller för flera fågelarter, grodarter och växter.
I Skåne har 80–90 % av alla blöta eller fuktiga ängar dikats ut, vilket lett till att bland annat storken haft mycket svårt att klara sig i Sverige.
De snabba flödessvängningarna i vattendragen som dikade marker orsakar, kan frigöra stora mängder partiklar som grumlar vattnet. De grumlande partiklarna utgörs mest av lera eller silt. När partiklarna sedimenterar sätter de igen lekbottnar för fisk som öring och lax samt uppväxtbottnar för flodpärlmusslan. Flera insektsarter kräver även de klart vatten för att överleva.

### Växtnäringsläckage och övergödning
Genom att snabba på transporten av överskottsvatten och däri lösta växtnäringsämnen från marken, kan dikning indirekt bidra till övergödningen av hav och sjöar. Tidigare hade vattnet en längre uppehållstid i landskapet vilket gjorde att mer kväve övergick från nitrat till kvävgas genom denitrifikation och fosforn bands i våtmarker. Övergödningseffekterna kan dock till viss del motverkas av att grödan tar upp mer växtnäring, vilket minskar mängden kvarvarande växtnäring som kan lakas ut.

## Juridik

### Dagens lagstiftning i Sverige

#### Tillståndsplikt och förbud
Nydikning är hårt reglerad i både miljöbalken och restvattenlagen, där nydikning ofta (men inte alltid) räknas som markavvattning. I hela landet råder det tillståndsplikt för markavvattning. Dessutom är markavvattning förbjuden i stora delar södra och mellersta Sverige (utom på småländska höglandet).
Ansökan om nydikning måste således skickas in till Länsstyrelsen eller Miljödomstolen. I områden där det råder förbud mot markavvattning, måste en dispens mot markavvattningsförbudet först skickas in till Länsstyrelsen för ett separat godkännande, innan en ansökan om markavvattning kan skickas in.
Notera att det ingalunda är givet att ett tillstånd för markavvattning erhålls, bara för att en dispens mot markavvattningsförbudet har erhållits. Statistiskt sett erhålls tillstånd i ungefär hälften av de fall där dispens har erhållits.

#### Några undantag
Ett undantag finns för jordbruksmark där vanlig täckdikning är tillåten med en maximal ledningsdiameter av 300 mm, så länge inte "allmänna eller enskilda intressen skadas".
Även så kallad skyddsdikning och vanlig dikesrensning (underhållsrensning) till befintligt djup är normalt tillåtet.
Det är dock inte tillåtet att rensa ett öppet dike om det kan anses att "'ett nytt naturtillstånd inträtt", för då måste ett tillstånd för nydikning inhämtas från tillsynsmyndigheten.

#### Biotopskydd
Öppna diken är idag biotopskyddade, enligt kapitel 7 § 11 i miljöbalken och får därför inte rörläggas.

### Ett historiskt perspektiv
Historiskt har dikningen varit reglerad i lag sedan medeltiden. Gustav Vasa lät till exempel 1559 påbjuda att "fogde skall hålla dikessyn, eljes högsta ogunst och vrede"! Med 1879 års dikningslag och 1918 års vattenlag som grund, har många utdikningar och sjösänkningar genomförts för att öka arealen produktiv jordbruksmark (s.k. myrodling).
Sedan 1964 års naturvårdslag infördes, har det successivt blivit allt svårare att få tillstånd för ny dikning p.g.a. naturvårdsskäl.